# Empenagem

Exemplos de empenagens

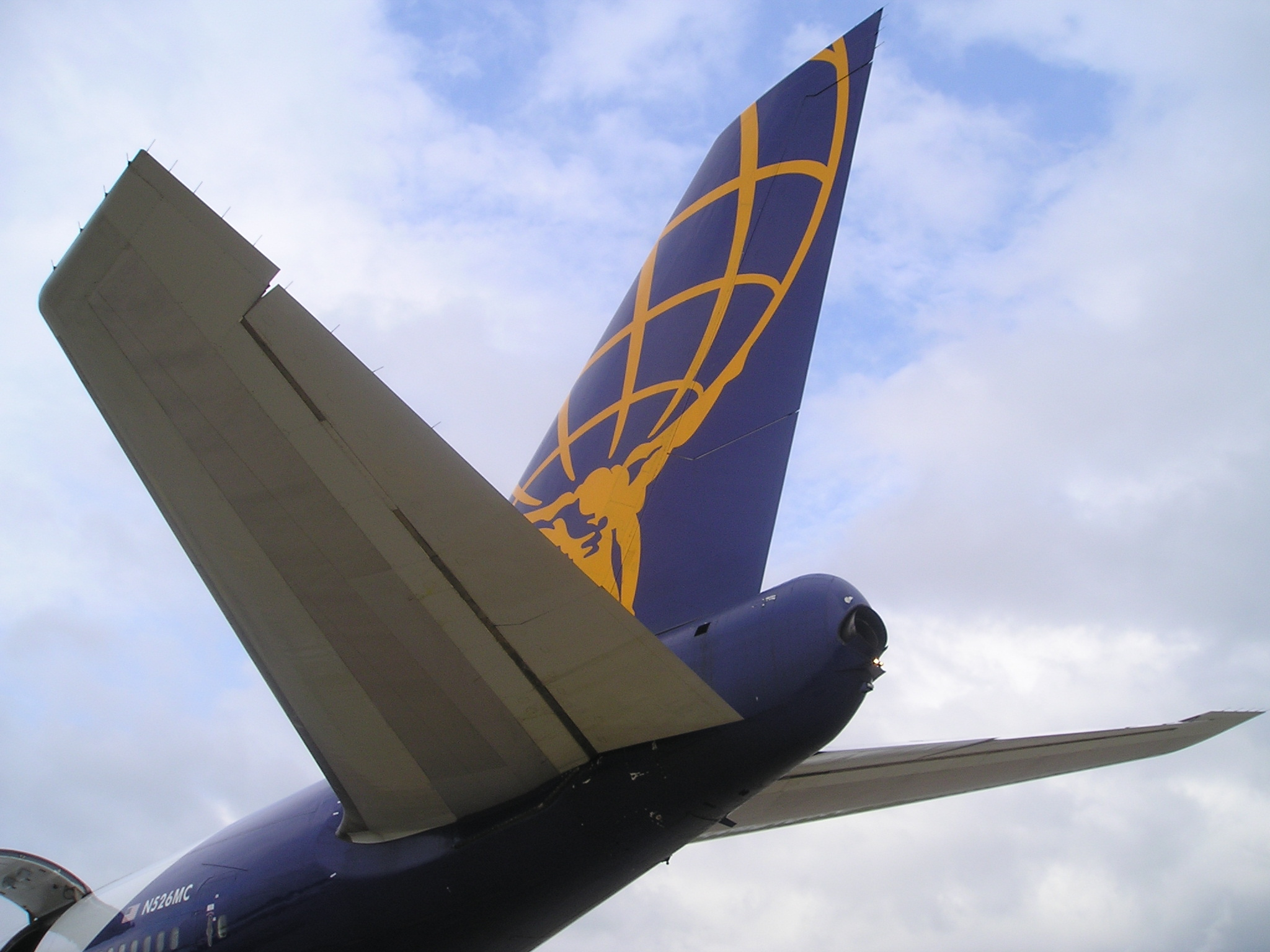
Empenagem de um Boeing 747.

A empenagem é uma estrutura do avião constituída pela parte terminal da fuselagem e pelos estabilizadores vertical (leme de direcção que orienta o avião para a esquerda ou direita - em inglês: rudder), e horizontal (controlador do movimento de subida ou descida do avião - em inglês: elevator). O conjunto composto pela fuselagem de uma aeronave comporta as asas e a empenagem. A empenagem é a parte localizada na região traseira sendo ela responsável pela estabilidade longitudinal e direcional do avião.
É composta pelos profundores, responsáveis pelos movimentos de arfagem, quais sejam cabrar (subir) e picar (descer) e pelo leme de direção responsável pelos movimentos de guinada que são guinada à direita e guinada à esquerda.
A empenagem atua de forma semelhante às penas de uma flecha. O termo deriva do verbo da língua francesa "empenner", que significa "colocar penas numa flecha". A maioria das aeronaves apresenta uma empenagem incorporando superfícies estabilizadoras verticais e horizontais que estabilizam a dinâmica de voo de guinada e inclinação, bem como outras superfícies de controle de voo.